# Bodh Gaya

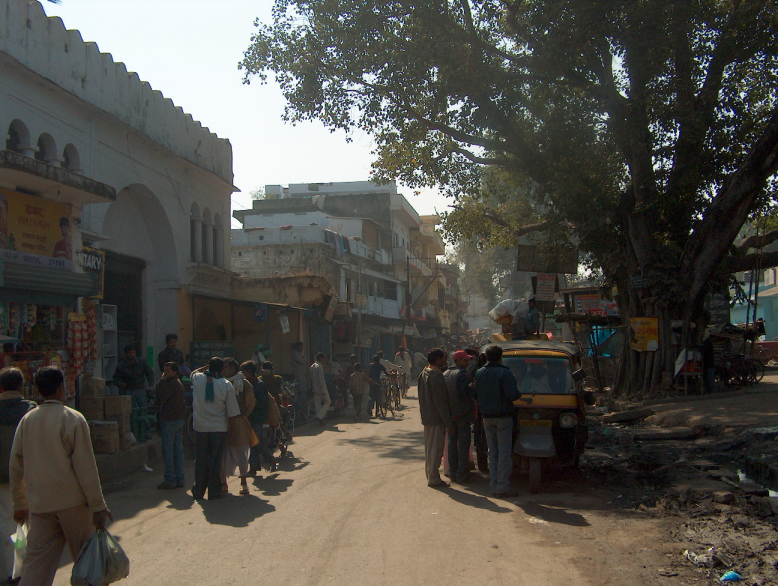
Gata i Bodh Gaya.

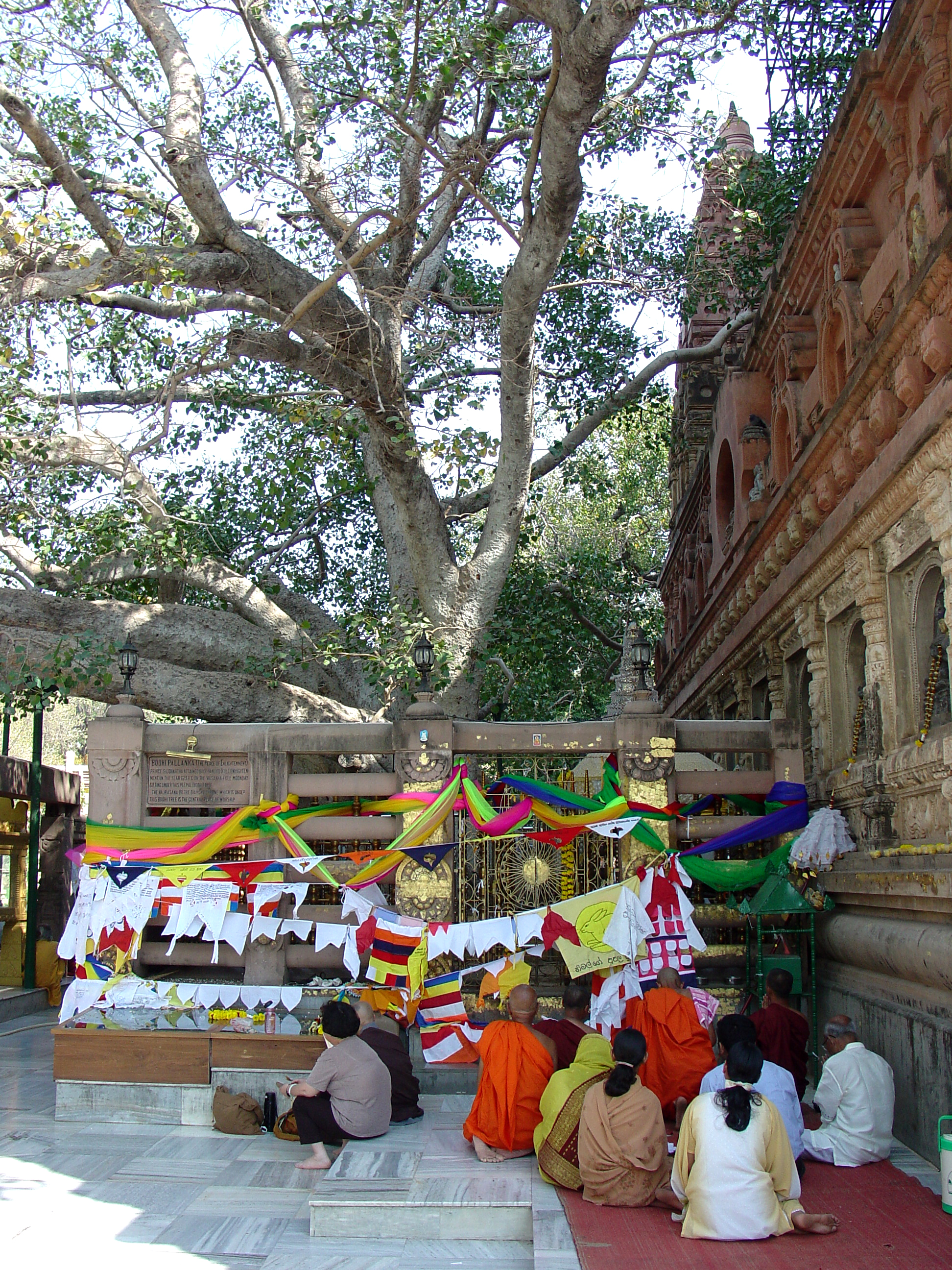
I Bodh Gaya finns en avkomling till det banjanträd under vilket Buddha anses ha nått upplysning

Bodh Gaya är en stad i distriktet Gaya i den indiska delstaten Bihar. Folkmängden uppgick till 38 439 invånare vid folkräkningen 2011.
Buddha ska ha nått upplysning under långvarig meditation i Bodh Gaya, och staden är därför den heligaste platsen inom buddhismen. Den är ett stort vallfärdsmål för buddhister och här finns en mängd tempel som representerar olika inriktningar inom buddhismen. Huvudtemplet, Maha Bodhi anlades på 200-talet f.Kr, och den nuvarande huvudbyggnaden byggdes på 100-talet f.Kr. Sedan 2002 är Maha Bodhi och det omgivande tempelområdet ett av Unescos världsarv.